# The Past and the Furious
«The Past and the Furious» (titulado «Pasado furioso» en Hispanoamérica) es el segundo especial de la trigésimo sexta temporada de la serie de televisión animada estadounidense Los Simpson, y el episodio 782 en total. Se estrenó en exclusiva en el servicio de streaming Disney+ el 12 de febrero de 2025. El episodio fue escrito por Rob LaZebnik y dirigido por Mike Frank Polcino.
En este episodio, Lisa intenta devolver la vida vegetal a Springfield intentando cambiar el pasado. Joseph Gordon-Levitt interpretó al joven Sr. Burns. El episodio recibió críticas mixtas.

## Trama
En una realidad alternativa, Lisa intenta encontrar un lugar donde puedan crecer plantas, pero el Sr. Burns se lo impide. Sus padres la llevan a un terapeuta, que le administra estimuladores EMDR. Cuando se activan, Lisa experimenta que se transporta al cuerpo de Edith en el Little Moose Club en 1923. Lisa toca el saxofón con un joven Sr. Burns. Se entera de que el club debe su nombre a los pequeños alces que viven en la ciudad pero que todo el mundo quiere matar. Lisa y Burns conmemoran la experiencia escribiendo las iniciales de él y dibujando un saxofón en cemento húmedo. Lisa se despierta y se lleva los estimuladores a casa. Descubre que el club existió de verdad y que Edith era su antepasada. Frente a Moe's, Lisa encuentra el dibujo de cemento y llega a la conclusión de que ha viajado en el tiempo.
Lisa habla de su experiencia con el profesor Frink, que cree que el universo quiere que cambie el pasado. Se entera de que el alce se extinguió en 1925, lo que provocó el colapso del ecosistema de Springfield. Utiliza los estimuladores para volver a 1923 e intentar salvar al alce. Encuentra al joven Burns en un invernadero, cuidando orquídeas que se parecen a las de su madre. Quiere cantar y cultivar orquídeas en lugar de ser un magnate. Ayuda a Lisa a convencer a los habitantes del pueblo de que salven a los alces creando un santuario para ellos. Al despertar, Lisa se entera de que los alces se extinguieron en 1923. Sin embargo, Marge, preocupada porque Lisa esté delirando, le quita los estimuladores, lo que le impide volver a intentarlo. Cuando Bart se los devuelve, Lisa regresa a 1923. Intenta reunir a la gente del pueblo con un megáfono, lo que asusta al alce para que destruya las orquídeas de Burns. Enfadado, Burns jura ser un magnate y pavimentar la ciudad.
En la central eléctrica, en el presente, Lisa intenta razonar con Burns, pero fracasa. En la estación de trabajo de Homer, ella lo intenta de nuevo en el pasado, pero el Burns del presente toma los estimuladores de Lisa para habitar en su yo más joven. El Burns del presente convence al Burns joven de seguir en el camino del mal después de que Homer despierte a Lisa, y Burns destruye los estimuladores. Más tarde, Lisa encuentra un mensaje del joven Burns que le dice que vaya al sótano de Moe. Allí encuentra una carta del joven Burns, que purga su bien dejándole unas semillas de orquídeas y financiación para un parque. Un año después, Lisa ha creado un jardín de orquídeas que Burns disfruta en secreto.

## Producción
En agosto de 2024, se anunció que cuatro episodios originales de la serie se lanzarían en exclusiva en Disney+ con este episodio anunciado como uno de ellos. El productor ejecutivo Matt Selman describió el episodio como una «aventura de viaje en el tiempo» y «experimental en cuanto al género». Joseph Gordon-Levitt interpretó al joven Sr. Burns.

## Lanzamiento
«The Past and the Furious» se estrenó en Disney+ el 12 de febrero de 2025. Fue el segundo especial para la plataforma de la temporada tras «O C'mon All Ye Faithful». Sin embargo, tras su estreno, muchos fans no pudieron ver el episodio debido a lo difícil que era encontrarlo.

## Recepción
John Schwarz de Bubbleblabber calificó el episodio con un 7 sobre 10. Le gustó la actuación de Joseph Gordon-Levitt como el joven Sr. Burns, pero pensó que la trama que involucraba a un Burns joven ya se había hecho muchas veces. Prefirió las escenas ambientadas en el presente porque involucraban a más personajes que las escenas en el pasado debido a su reacción adversa a la voz de Lisa. A Mike Celestino de Laughing Place le gustó el episodio y pensó que la ambientación en una realidad alternativa hacía aceptables los cambios de continuidad. Javier Cazallas de Hobby Consolas le dio al episodio un 4,5 sobre 10. Criticó la trama, los gags y la música, pero elogia la actuación de Joseph Gordon-Levitt. Concluye: «La chispa que hizo especial a Los Simpson brilla por su ausencia en un capítulo con el que querrás volver al pasado, para no verlo».